# Callopatiria
Genre
Callopatiria est un genre d'étoiles de mer de la famille des Asterinidae.

## Liste des espèces
Selon World Register of Marine Species (1 août 2014) :
- Callopatiria cabrinovici O'Loughlin, 2009
- Callopatiria formosa (Mortensen, 1933)
- Callopatiria granifera (Gray, 1847)

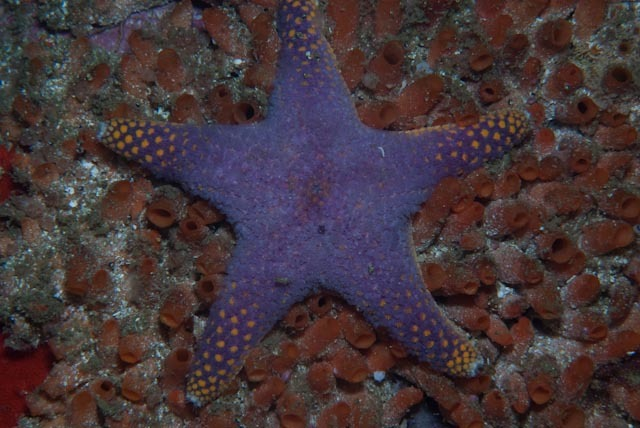
Callopatiria formosa.
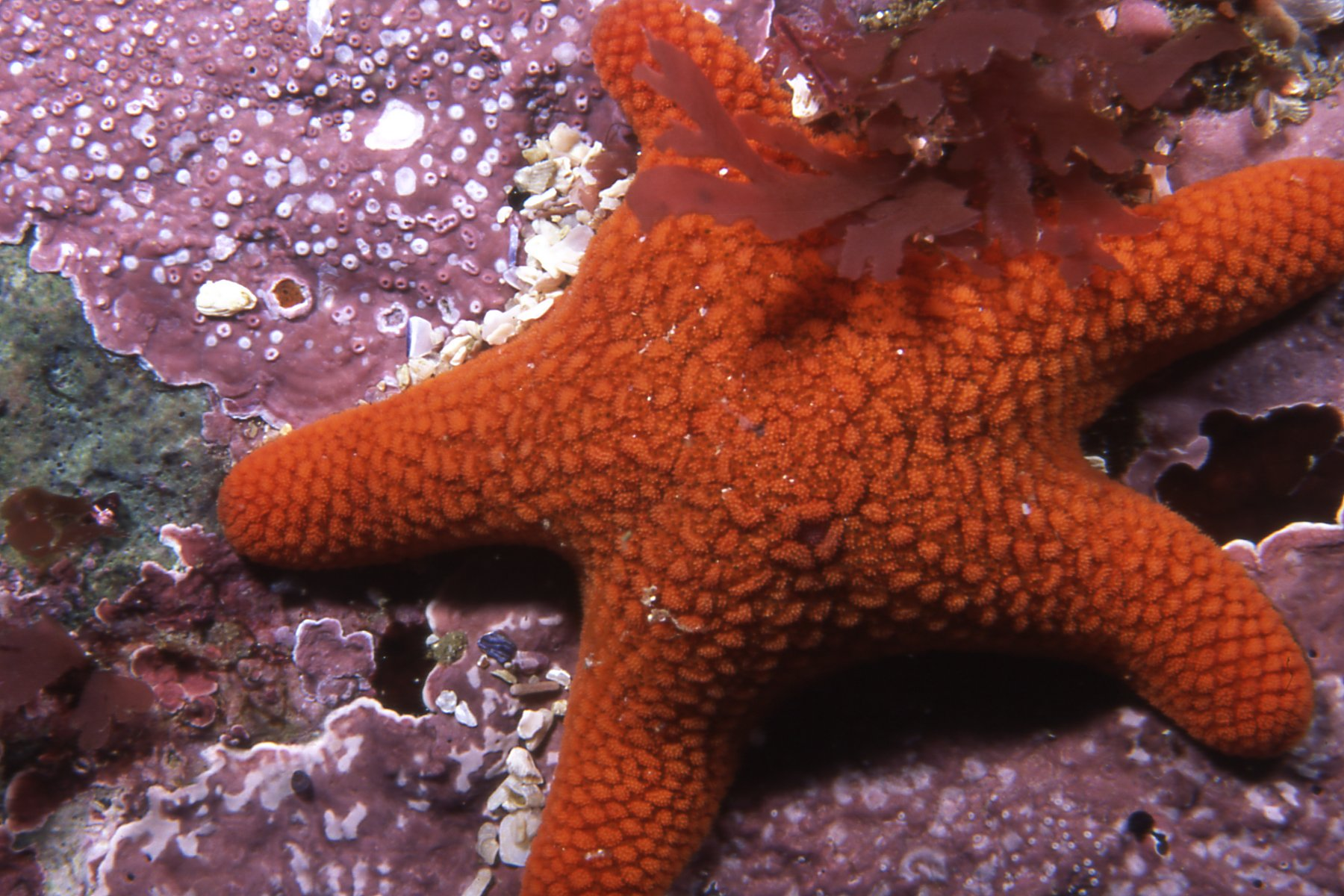
Callopatiria granifera.